# Horsfieldia iryaghedhi
Horsfieldia iryaghedhi är en tvåhjärtbladig växtart som beskrevs av Otto Warburg. Horsfieldia iryaghedhi ingår i släktet Horsfieldia och familjen Myristicaceae. Inga underarter finns listade i Catalogue of Life.